# Kočevarji
Kočevarji ali kočevski Nemci (Gottscheer) so nekdanja nemško govoreča skupnost, ki je živela na Kočevskem, na nemškem jezikovnem otoku, katerega središče je bilo mesto Kočevje. Svoj jezik, južnotirolsko, delno bavarsko narečje so ob dopolnjevanju s slovenščino oblikovali v dialekt, kočevarščino, ki so jo ohranjali več kot 600 let od naselitve okoli leta 1330 vse do izselitve 1941. Danes pa ga na Kočevskem in po svetu (Avstrija, ZDA) govori le še nekaj starejših ljudi. Več jih je v Črmošnjiški dolini, posamezniki v Avstriji in večja skupnost v ZDA.
V prvih treh desetletjih štirinajstega stoletja so Ortenburžani (grofje iz zgornje Koroške) na redko poseljeno gozdnato področje JV Slovenije naselili nemške kmete s Koroške in vzhodne Tirolske. Razlog tega naj bi bil, da so se prej tisti kmetje uprli proti svojim fevdalnim gospodarjem. Oblastniki pa so želeli več kmečkega prebivalstva na tem območju, kar bi jim zagotavljalo večje dohodke. Naselitveno področje, ki je bilo pred nemško kolonizacijo domala brez prebivalstva, je obsegalo površino 860 km². Postopoma so razvili 177, večinoma manjših naselij (zaselkov in vasi). Kočevarji, ki so živeli skromno kot kmetje in gozdarji, deloma tudi kot krošnjarji, so ohranjali svoje zgornjenemško narečje skozi šest stoletij. V drugi polovici devetnajstega stoletja je bilo preštetih 28.000 Kočevarjev, najvišje število v zgodovini. Zaradi revščine so se mnogi razselili, intenzivno po tem, ko so uredili železniške povezave, po Evropi in v ZDA. Nekateri so ddelali v premogovniku v Kočevju, drugi na žagah. Znani so bili kot kostanjarji na Dunaju. Po ustanovitvi Kraljevine Srbov, Hrvatov in Slovencev leta 1918 so se selili tudi zaradi občasnega političnega pritiska na nemško manjšino. Leta 1940 je število kočevskih Nemcev znašalo le še 12.500.
Po napadu sil osi na Jugoslavijo so Kočevsko zasedli Italijani. Zaradi sporazuma med Hitlerjem in Mussolinijem, da iz italijanskega vplivnega območja preselijo nemško govoreče, so leta 1941 začeli obsežne selitve. S pomočjo nacistične propagande in s pritiski ter z že pred vojno šolano organizacijo vodstva Kočevarjev so preselili prebivalstvo Kočevskega in njihovo premično premoženje v Posavje (Krško, Brežice), ki je bilo zasedeno s strani nemškega Wehrmachta. Iz Posavja in Posotelja so nemške oblasti pred tem nasilno izgnale približno 40.000 Slovencev v Nemčijo ter v Srbijo. Nekateri so sami bežali v Ljubljansko provinco. Slovenci so morali pustiti hiše z vso opremo in živino. Le nekaj sto Kočevarjev, zlasti v Črmošnjiški dolini, se je uspešno izogibalo preselitvi in nekateri med njimi (okoli 60) so se pridružili slovenskim partizanom. Preselitvam so nasprotovali posamezni nemški duhovniki. Večina opustelih vasi Kočevske je bila med vojno, v ofenzivah italijanske vojske, požgana in uničena. Redke preostale prebivalce območja in obrobja so Italijani odpeljali v taborišča. Kočevarske družine v Posotelju pa so dobile večje posesti, kakor so jih imele na Kočevskem in pogosto dodatno delovno silo. Ta je bila nujna, ker so moške vpoklicali v nemško vojsko.
Skupaj z nemško vojsko so maja 1945 skoraj vsi preseljeni Kočevarji zapustili Slovenijo oz. Jugoslavijo. Tiste, ki niso pravočasno pobegnili, so jugoslovanske oblasti na osnovi sklepov AVNOJ razlastile in potem izgnale. Veliko Kočevarjev je umrlo v taboriščih, predvsem v Strnišču in Teharjah. Vrnjeni Slovenci so v Posotelju in vzdolž meje ob Savi našli izropana posestva.
V mesto Kočevje in okolico so po vojni naselili predvsem Slovence, poleg njih pa priseljence iz drugih delov Jugoslavije. Večine zapuščenih kočevskih vasi (112 od 177), skoraj vse so med svojimi ofenzivami požgali Italijani, niso obnovili. Od 123 cerkva na ožjem območju Kočevske in obrobja ob Kolpi je ostalo le okoli 40 (več so jih obnovili ali na novo zgradili po letu 2000). Takoj po vojni so cerkve in njihove razvaline popisovali umetnostni zgodovinar Marijan Zadnikar, arhitekt Jože Kregar in učitelj Janko Trošt. Njihovo delo sta z raziskavami med 1993 in 2015 nadgradila Gojko Zupan in Mitja Ferenc. V Črmošnjiški dolini je večina vasi, razen nekaterih v višjih legah, ostala. Manj kot tisoč razseljenih Kočevarjev je ostalo v Sloveniji, od tega nekaj sto na Kočevskem. Zaradi političnega pritiska in posledic vojne so po vojni večinoma opustili svojo etnično identiteto. V zadnjih popisih prebivalstva je le malo več kot dvajset ljudi v občini Kočevje navedlo nemščino kot materni jezik. Posamezni Kočevarji, nekaj družin, so naseljeni še v Črmošnjiški dolini, v Ljubljani in  drugod.
Po osamosvojitvi Slovenije so potomci Kočevarjev ustanovili dve društvi: Društvo Kočevarjev staroselcev s sedežem v Občicah (občina Dolenjske Toplice, na skrajnem vzhodu bivšega jezikovnega otoka) ter leta 1994 Društvo Peter Kosler v Kočevju. Leta 2008 je bil dodatno ustanovljen Zavod za ohranitev kulturne dediščine Nesseltal Koprivnik. Leta 2012 sta bila ustanovljena Zavod za ohranitev kulturne dediščine Mošnice- Moschnitze in TD Pod Srebotnikom. Decembra 2013 so se kočevarska društva (Peter Kosler, Zavod Nesseltal Koprivnik, Zavod Mošnice- Moschnitze, TD Pod Srebotnikom) povezala v Zvezo Kočevarskih društev, ki zastopa interese v Sloveniji živečih Kočevarjev ali kočevskih Nemcev. Članice zveze kočevarskih organizacij s sedežem v Bistrici pri Črnomlju se zavzemajo za ohranjanje kulturne dediščine avtohtonega prebivalstva in jezika, imenovanega kočevarščina. Društvo Kočevarjev staroselcev se je pridružilo Zvezi kulturnih društev nemško govoreče etnične skupnosti v Sloveniji, ki se zavzema za priznanje nemške narodne skupnosti v Sloveniji. Želijo status v ustavi priznanih, kakor sta italijanska in madžarska narodna skupnost. Društvo Kočevarjev staroselcev ima v Občicah svoje prostore. Tam so manjši muzej z etnografskimi predmeti in maketami vasi. V bližini je zasajen sadovnjak starih sadnih sort, predvsem jabolk. Zavod Mošnice- Moschnitze je v Kočevskih Poljanah (občina Dol. Toplice) uredil večnamenski prostor »Dvorano Augusta Schaura«, ki služi tudi drugim društvom in organizacijam v občini. Zavod Mošnice je izdal dve otroški slikanici v slovenskem, kočevarskem in nemškem jeziku, kuharico kočevarskih jedi in več knjig o arhitekturni dediščini kočevskih Nemcev. Med počitnicami pripravljajo ustvarjalne delavnice za osnovnošolce  z osnovami kočevarščine. Imajo otroško skupino, ki občasno nastopa v kočevarščini. Zavod Nesseltal Koprivnik (občina Kočevje) ima v svojih prostorih med drugim etnološko zbirko Kočevarjev in zbirko slik akademskega slikarja kočevarskega rodu, Michaela Ruppeja. Zavod turistom oddaja tudi apartma in pripravlja enodnevne izlete po Kočevski. Pokrajinski muzej v Kočevju ima večjo, strokovno zasnovano stalno razstavo o izginulih vaseh. Redno prireja razstave o pomembnih Kočevarjih (npr. Peter Kozler), njihovi ustvarjalnosti ter dediščini. Poleti 2023 so pripravili razstavo o župnijski cerkvi sv. Jerneja.